# Marquisette
 (mai 2025).
Si vous disposez d'ouvrages ou d'articles de référence ou si vous connaissez des sites web de qualité traitant du thème abordé ici, merci de compléter l'article en donnant les références utiles à sa vérifiabilité et en les liant à la section « Notes et références ».
La marquisette est une boisson alcoolisée notamment présente dans le sud-est de la France,, dans les départements du Gard, de l'Ardèche, de la Drôme, de la Haute-Loire, de la Lozère, de l'Isère, des Hautes-Alpes, et dans le Pilat rhodanien. 

## Description
La recette est variable. Selon les localités, cette boisson contient de la limonade, du champagne ou du mousseux, du sucre,, du vin blanc,, liqueur de mandarine impériale, jus d'orange, rhum blanc, morceaux de  citrons,,.